# مقراب جيمس كليرك ماكسويل

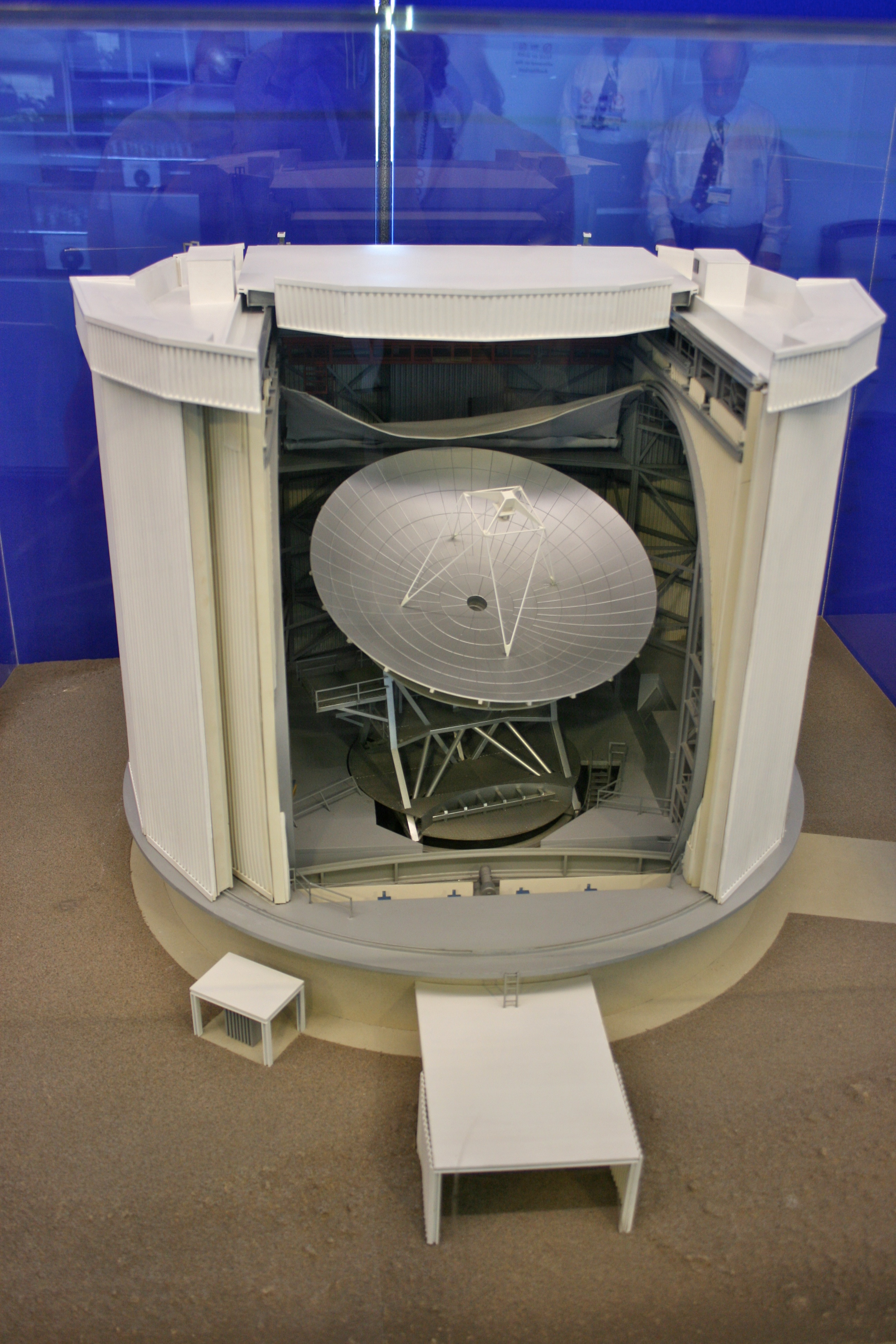
نموذج مصغر من مقراب جيمس كليرك ماكسويل

مقراب جيمس كليرك ماكسويل هو تليسكوب (مقراب) ذو طول موجي مليمتري جزئي يوجد في مرصد مونا كيا في هاواي. يبلغ قياس مرآته 15 متراً (16.4 ياردة). وهو أكبر تليسكوب فلكي يعمل بأطوال موجية ملمترية جزئية من الطيف الكهرومغناطيسي. يستخدم العلماء هذا التليسكوب لدراسة الغبار الكوني والمجموعة الشمسية والأوساط بين نجمية والمجرات البعيدة. سيتم إغلاق المقراب في نهاية عام 2014 إذا لم يتم العثور على مشغل جديد.
يتم تمويل المقراب من خلال شراكة بين كندا والمملكة المتحدة. ويتم تشغيله من قبل مركز علم الفلك المشترك، وقد سمي بهذا الاسم تكريماً لعالم الفيزياء الرياضية جيمس ماكسويل.
يقع المقراب بالقرب من قمة مونا كيا على ارتفاع 13425 قدم (4092 متر). وهو جزء من مرصد مونا كيا. وفيه ثاني أكبر مرآة تلسكوبية بين تلسكوبات مونا كيا.